# Mercury Villager
 (avril 2022).
Si vous disposez d'ouvrages ou d'articles de référence ou si vous connaissez des sites web de qualité traitant du thème abordé ici, merci de compléter l'article en donnant les références utiles à sa vérifiabilité et en les liant à la section « Notes et références ».
Le Mercury Villager est un véhicule monospace vendu en Amérique du Nord par Mercury. 

## Historique
La première génération est apparue en 1992, et la deuxième en 1999. La production a été arrêtée en 2002. 